# Gibbaeum esterhuyseniae
Gibbaeum esterhuyseniae är en isörtsväxtart som beskrevs av L. Bol. Gibbaeum esterhuyseniae ingår i släktet Gibbaeum och familjen isörtsväxter. Inga underarter finns listade i Catalogue of Life.